# Мачо
Ма́чо (ісп. macho — буквально «самець») — чоловік з яскраво вираженими маскулінними якостями, такими як сила чи агресивність, сексуальна привабливість. Термін виник на початку 1930-х і 1940-х років і визначається як «гордість за свою маскулінність». Хоча цей термін асоціюється з «обов'язком чоловіка забезпечувати, оберігати та захищати свою сім'ю», він також міцно і послідовно асоціюється з домінуванням, агресією і нездатністю виховувати дітей. Кореляція з мачизмом глибоко вкорінена в сімейній динаміці та культурі.
Слово «мачо» має довгу історію як в Іспанії, так і в Португалії та в їхніх мовах. Мачо в португальській та іспанській мовах — це суто чоловічий термін, що походить від латинського mascŭlus, що позначає чоловічу стать. Спочатку він асоціювався з ідеальною соціальною роллю, яку, як очікувалося, мали відігравати чоловіки у своїх громадах, особливо в іберійськомовних суспільствах і країнах. Крім того, через історію завоювань, битв і постійної бюрократичної боротьби в Латинській Америці, від чоловіків очікували хоробрості, мужності, сили, мудрості та лідерства. Ser macho (дослівно — «бути мачо») було прагненням усіх хлопців. Як показує історія, чоловіки часто виконували сильні та домінантні ролі, таким чином виконуючи роль-стереотип агресивного мачо. Таким чином, походження мачизму слугує ілюстрацією минулої історії, боротьби, з якою стикалася колоніальна Латинська Америка, та еволюції гендерних стереотипів з плином часу.